# George Evans (cầu thủ bóng đá, sinh năm 1864)
George Evans (27 tháng 6 năm 1864 – 4 tháng 5 năm 1947) là một cầu thủ bóng đá người Anh. Ông thường thi đấu ở vị trí ở vị trí tiền đạo. Ông thi đấu cho Derby County, West Bromwich Albion và Manchester United.